# Upplands runinskrifter 482
Upplands runinskrifter 482 är en runsten i Kasby, Lagga socken i Uppland. Tillsammans med U 483 markerar den infarten till Kasby gård. U 482 står på infartens vänstra sida. En bit längre in och på samma sida står U 484.

## Inskriften

### Inskriften i runor
ᚢᛁᛋᛏᛅᛁᚾ᛫ᛅᚢᚴ᛫ᚦᚢᚱᛋᛏᛁᚾ᛫ᛅᚢᚴ᛫ᚠᛅᛋᛏᛁ᛫ᛚᛁᛏᚢ᛫ᚱᛅᛁᛋᛅ᛫ᛋᛏᛁᚾ᛫ᛅᛏ᛫ᚢᛁᚴᚱᛁᛘ᛫ᛒᚱᚮᚦᚢᚱ᛫ᛋᛁᚾ

### Inskriften i translitterering
uistain auk × þurstin × auk × fasti × litu × raisa × stin × at uikrim × broþur sin

### Inskriften i normalisering
Vistæinn ok Þorstæinn ok Fasti letu ræisa stæin at Vigrim, broður sinn.

### Inskriften i översättning
"Visten och Torsten och Faste läto resa stenen efter Vigrim sin broder."

## Historia
Namnet Faste är förmodligen en kortform av Vifaste. De fyra bröderna har då fått sina namn enligt variationsprincipen:
- Tor-sten
- Vi-sten
- Vi-faste
- Vi-grim

Enligt en beskrivning från 1600-talet stod stenen i Kasby, i Humblegården vid Rudedammen. 
En inskrift från 1700-talet på stenens ena sida berättar att den blev åter uprest år 1764.
Därefter har den använts som grindstolpe från 1860-talet och fram tills den år 1941 flyttades till sin nuvarande plats vid infarten.